# Josh Asselin
Josh Asselin, né le 24 décembre 1978, à Caro, au Michigan, est un ancien joueur américain naturalisé dominicain de basket-ball. Il évolue aux postes d'ailier fort et de pivot.

## Palmarès
- All-NBDL First Team 2004
- CentroBasket 2012